# Nastri d'argento 2019
Els Nastri d'argento 2019 foren la 74a edició de l'entrega dels premis Nastro d'Argento (Cinta de plata) que va tenir lloc el 29 de juny 2019 al teatre grecoromà de Taormina. a la inauguració del Taormina Film Fest. Fou presentada per Anna Ferzetti i emès per RaiMovie. Les candidatures foren fetes públiques el 30 de maig de 2019 al MAXXI - Museo nazionale delle arti del XXI secolo.

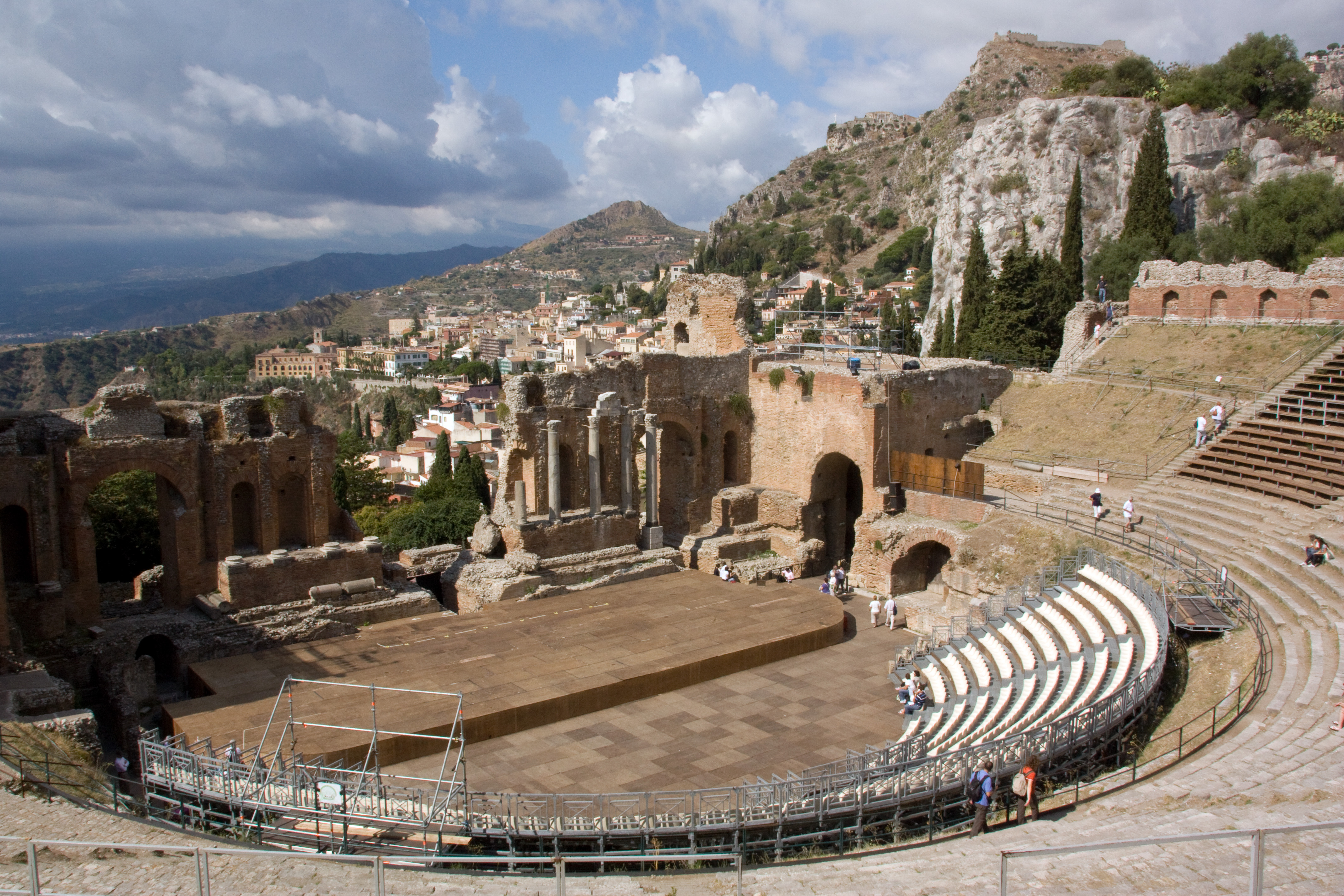
El Teatre de Taormina on s'entreguen els premis.

## Guanyadors

### Millor pel·lícula
- Il traditore, dirigida per Marco Bellocchio
- Euforia, dirigida per Valeria Golino
- Il primo re, dirigida per Matteo Rovere
- La paranza dei bambini, dirigida per Claudio Giovannesi
- Suspiria, dirigida per Luca Guadagnino

### Millor director
- Marco Bellocchio - Il traditore
- Edoardo De Angelis - Il vizio della speranza
- Claudio Giovannesi - La paranza dei bambini
- Valeria Golino - Euforia
- Luca Guadagnino - Suspiria
- Mario Martone - Capri-Revolution
- Matteo Rovere - Il primo re

### Millor director novell
- Leonardo D'Agostini - Il campione (ex aequo)
- Valerio Mastandrea - Ride (ex aequo)
- Ciro D'Emilio - Un giorno all'improvviso
- Margherita Ferri - Zen sul ghiaccio sottile
- Michela Occhipinti - Il corpo della sposa

### Millor pel·lícula de comèdia
- Bangla, dirigida per Phaim Bhuiyan
- Bentornato Presidente, dirigida per Giancarlo Fontana i Giuseppe G. Stasi
- Croce e delizia, dirigida per Simone Godano
- Dolceroma, dirigida per Fabio Resinaro
- Troppa grazia, dirigida per Gianni Zanasi

### Millor productor
- Groenlandia en col·laboració amb Rai Cinema i 3 Marys Entertainment - Il primo re, Il campione
- Bibi Film en col·laboració amb Rai Cinema - Ricordi?, Una storia senza nome, Lo spietato
- IBC Movie, Kavac Film en col·laboració amb Rai Cinema - Il traditore
- Indigo Film en col·laboració amb Rai Cinema - Capri-Revolution, Euforia
- Palomar en col·laboració amb Sky Cinema, Vision Distribution i TIMvision - La paranza dei bambini

### Millor argument
- Paola Randi - Tito e gli alieni
- Carla Cavalluzzi, Diego De Silva, Angelo Pasquini, Sergio Rubini - Il grande spirito
- Stefano Massini - La prima pietra
- Andrea Bassi, Nicola Guaglianone, Menotti - Non ci resta che il crimine
- Bonifacio Angius - Ovunque proteggimi

### Millor guió
- Marco Bellocchio, Ludovica Rampoldi, Valia Santella, Francesco Piccolo, en col·laboració amb Francesco La Licata - Il traditore
- Francesca Marciano, Valia Santella, Valeria Golino, en col·laboració amb Walter Siti - Euforia
- Edoardo De Angelis, Umberto Contarello - Il vizio della speranza
- Claudio Giovannesi, Roberto Saviano, Maurizio Braucci - La paranza dei bambini
- Roberto Andò, Angelo Pasquini, amb la col·laboració de Giacomo Bendotti - Una storia senza nome

### Millor actor protagonista
- Pierfrancesco Favino - Il traditore
- Alessandro Borghi - Il primo re
- Andrea Carpenzano - Il campione
- Marco Giallini i Valerio Mastandrea - Domani è un altro giorno
- Riccardo Scamarcio - Euforia, Il testimone invisibile, Lo spietato

### Millor actriu protagonista
- Anna Foglietta - Un giorno all'improvviso
- Marianna Fontana - Capri-Revolution
- Micaela Ramazzotti - Una storia senza nome
- Thony - Momenti di trascurabile felicità
- Pina Turco - Il vizio della speranza

### Millor actriu no protagonista
- Kasia Smutniak - Loro
- Adriana Asti - Nome di donna
- Nicoletta Braschi - Lazzaro felice
- Anna Foglietta - Il contagio i Il premio
- Sabrina Ferilli - The Place

### Millor actor no protagonista
- Marina Confalone - Il vizio della speranza
- Isabella Ferrari - Euforia
- Anna Ferzetti - Domani è un altro giorno
- Valeria Golino - I villeggianti
- Maria Paiato - Il testimone invisibile

### Millor actor en una pel·lícula de comèdia
- Stefano Fresi - C'è tempo, L'uomo che comprò la Luna, Ma cosa ci dice il cervello
- Paolo Calabresi i Guglielmo Poggi - Bentornato Presidente
- Corrado Guzzanti - La prima pietra
- Fabio De Luigi - 10 giorni senza mamma, Ti presento Sofia
- Alessandro Gassmann i Fabrizio Bentivoglio - Croce e delizia

### Millor actriu en una pel·lícula de comèdia
- Paola Cortellesi - Ma cosa ci dice il cervello
- Margherita Buy - Moschettieri del re - La penultima missione
- Lucia Mascino - Favola, La prima pietra
- Paola Minaccioni i Carla Signoris - Ma cosa ci dice il cervello
- Alba Rohrwacher - Troppa grazia

### Millor fotografia
- Daniele Ciprì - Il primo re, La paranza dei bambini
- Daria D'Antonio - Ricordi?
- Michele D'Attanasio - Capri-Revolution
- Alberto Fasulo - Menocchio
- Vladan Radovic - Il traditore

### Millor vestuari
- Giulia Piersanti - Suspiria
- Alessandro Lai - Moschettieri del re - La penultima missione
- Alberto Moretti - Non ci resta che il crimine
- Ursula Patzak - Capri-Revolution
- Daria Calvelli - Il traditore

### Millor escenografia
- Carmine Guarino - Il vizio della speranza
- Giancarlo Muselli - Capri-Revolution
- Dimitri Capuani - Favola
- Daniele Frabetti - La paranza dei bambini
- Tonino Zera - Moschettieri del re - La penultima missione

### Millor muntatge
- Francesca Calvelli - Il traditore
- Giogiò Franchini - Euforia
- Giuseppe Trepiccione - La paranza dei bambini
- Walter Fasano - Suspiria
- Desideria Rayner - Ricordi?

### Millor so en directe
- Angelo Bonanni - Il primo re
- Alessandro Zanon - Capri-Revolution
- Gaetano Carito i Adriano Di Lorenzo - Il traditore
- Emanuele Cicconi - La paranza dei bambini
- Vincenzo Urselli - Il vizio della speranza

### Millor banda sonora
- Nicola Piovani - Il traditore
- Checco Zalone - Moschettieri del re - La penultima missione
- Danilo Rea - C'è tempo
- Enzo Avitabile - Il vizio della speranza
- Andrea Farri - Il primo re

### Millor cançó
- A' speranza - Il vizio della speranza, escrita i interpretada per Enzo Avitabile
- La vitaaa - Achille Tarallo, escrita i interpretada per Tony Tammaro
- L'anarchico - Il banchiere anarchico, de Giulio Base i Sergio Cammariere, interpretata da Sergio Cammariere
- Nascosta in piena vista - Troppa grazia, escrita i interpretada per I Cani
- Tic tac - Saremo giovani e bellissimi, de Matteo Buzzanca i Lorenzo Vizzini, interpretada per Barbora Bobulova

### Premi Nino Manfredi
- Stefano Fresi

### Premis especials

#### Nastro dspecial
- Adriano Panatta pel seu cameo a La profezia dell'armadillo[5]
- Noemi per l'interpretació de la cançó Domani è un altro giorno a Domani è un altro giorno[5]
- Serena Rossi per Io sono Mia[5]

#### Premi especial
- Dafne, dirigida per Federico Bondi

#### Premio HamiltonBehind the camera- Nastri d'Argento
- Stefano Sollima pel debut internacional amb Soldado

#### Premi Guglielmo Biraghi
- Chiara Martegiani, Pietro Castellitto, Giampiero de Concilio i Benedetta Porcaroli[6]

#### Premi Graziella Bonacchi
- Linda Caridi per Ricordi?

#### SIAE Nastri d'Argento
- Giulia Steigerwalt pel guió de Croce e delizia i Il campione

#### Nuovo Imaie-Nastri d'Argento pel doblatge
- Angelo Maggi i Simone Mori pel doblatge a El gras i el prim